# Lupus et Vulpes Iudice Simio
Lupus et Vulpes Iudice Simio (auch lupus et vulpis iudice simio) ist die zehnte Fabel im ersten Fabelbuch des römischen Dichters Phaedrus, deren Titel „Der Wolf und der Fuchs vor dem Richterstuhl des Affen“ bedeutet. Die zehnzeilige Fabel verweist in ihrem dritten Vers darauf, nach dem Vorbild einer griechischen Fabel von Äsop geschrieben zu sein, die aber unbekannt ist.
Die Fabel beginnt mit dem bis heute bekannten Spruch: Wer einmal lügt dem glaubt man nicht, und wenn er auch die Wahrheit spricht (Quicumque turpi fraude semel innotuit, etiam si verum dicit, amittit fidem). Dann wird in wenigen Worten eine Gerichtsszene dargestellt. Der Wolf bezichtigt den Fuchs des Diebstahls, der Fuchs jedoch behauptet unschuldig zu sein. Der Affe setzt sich als Richter zwischen die beiden und lässt jeden sein Plädoyer vortragen. Dann fällt der Affe sein Urteil. Zum Wolf sagt er: „Du hast, so scheint mir, nicht verloren, was du verlangst“, und zum Fuchs: „Du, glaub ich, stahlst, was, wie du schön sagst, nicht du stahlst.“
Jean de La Fontaine nutzte die Fabel als Quelle für eine eigene Version (Der Affe als Richter zwischen Wolf und Fuchs).

## Analyse
Bislang fehlt eine schlüssige Deutung des Textes, was vor allem daran liegt, dass zu wenig auf die zahlreichen rhetorischen Elemente und insbesondere die Gerichtssprache in Phaedrus’ Texten geachtet wurde. Dies führte dazu, dass das Urteil des Affen als „auf verwirrende Weise unsinnig“ hingestellt wurde und sein Richterurteil als resignierend mahnende Schuldzuweisungen. Dabei verweist der Prolog des ersten Buches auf seine klare Aussageabsicht mit Horaz’ Spruch „ridentem dicere verum“ (lachend die Wahrheit sagen). Die Figur des Affen als Richter steht demnach symbolisch für den Widerspruch zwischen Sein und Schein, der sich leitmotivisch durch die ganze Fabel zieht, was auch in den Anfangszeilen offenbar wird (Wer einmal wird bekannt durch schändlichen Betrug, verliert Glaubwürdigkeit, auch wenn er Wahres spricht). Die Fabel verwendet das typische Vokabular der römischen Gerichtssprache, während der Wolf die Klage einreicht, der Fuchs diese abweist und der Richter sein Urteil spricht. Der Fuchs behauptet nicht etwa unschuldig zu sein, sondern sagt nur, er sei nicht „culpae proxima“ (ganz fern sei seine Schuld). Der Wolf ist in der Fabel bekannt für seine Habgier und Hinterlist, während der Fuchs in der Fabel für Verschlagenheit steht. Der Richter kann sich ein salomonisches Urteil erlauben, denn der Affe hat quasi eine Stellung wie ein Hofnarr an mittelalterlichen Fürstenhöfen, die als Clown in versteckter Form unbequeme Wahrheiten sagen konnten. Demnach ist die Fabel nur vordergründig eine Parodie auf das Gerichtswesen, und die Frage, ob Phaedrus eine verkehrte Welt darstellt, lässt sich sowohl bejahen als auch verneinen. Es scheint, als rücke Phaedrus die Dinge erst durch die verkehrte Welt wieder zurecht.
Auf den ersten Blick erscheint das Urteil des Affen weise, denn er glaubt keinem der beiden Gegner. Dies erzeugt dann jedoch Komik, und der Urteilsspruch hebt sich wiederum auf. Phaedrus spottet anscheinend über den Zustand an den Gerichtshöfen seiner Zeit und vor allem die Streitlust, bei der der betreffende Gegenstand unwichtig ist und die Wahrheitsfindung keinen mehr interessiert, erst recht nicht, wenn man damit sowieso keinen Erfolg hat. Die Aussage, die eigentlich von einem Betrug abraten soll, wird auf erheiternde Weise beinahe zu einer Aufforderung dazu.